# Caesalpinia barbon
Caesalpinia barbon är en ärtväxtart som beskrevs av Carlo Luigi Giuseppe Bertero. Caesalpinia barbon ingår i släktet Caesalpinia och familjen ärtväxter. Inga underarter finns listade i Catalogue of Life.